# Oružane snage Gruzije
Oružane stnage Gruzije (gru. საქართველოს შეიარაღებული ძალები) sastoje se od Gruzijskih kopnenih snaga, Gruzijskih zračnih snaga, paravojnih postrojbi i Gruzijske narodne garde. Zadaća oružanih snaga, po Gruzijskom Ustavu, je očuvanje mira i suvereniteta, te cjelokupnog teritorijanog integriteta i kontrolranje teritorijalnih voda i zračnog prostora nad Gruzijom. Oružane snage Gruzije su pod upravom gruzijskog ministarstva obrane. 
Oružane snage su utemeljene 1917., odvajanjem od vojske Ruskog Carstva. Od 1918. do 1921. vojska se sastojala od regularne vojske i narodne straže. 23. ožujka 1994. Gruzija je postala prva bivša članica SSSR-a čija se vojska pridružila NATO-vom programu Partnerstvo za mir, a Gruzija je bila prva zemlja među partnerima koja je mogla podnijeti posebnu dokumentaciju. 29. listopada 2004. Sjevernoatlansko vijeće je odobrilo prvi Individualni partnerski akcijski plan (IPAP) za Gruziju.

## Organizacija
Sadašnja vojna snaga Oružanih snaga Gruzije iznosi 43.475 ljudi (2013.), uključujući 37.825 djelatnih osoba, 1.940 civila na vojnom obrazovanju, 533 zdravstvena djeletnika i 3.177 ostalih djelatnika i nabavljača opreme. Gruzijsko zakonodavstvo 17. prosinca 2010. utvrdilo da broj profesionalnih vojnika u redovnoj gruzijskoj vojsci ne smije prelaziti brojku od 37.000 do 2011. godine. Zapošljavanje i veličina vojske porasli su i u blagom su rastu od 2012., ali su za osoblje privremenog ministarstva obrane, vojne rezerve i privremeno osoblje uvedena ograničenja.
Kopnene snage su najbrojnija i najveća sastavnica oružanih snaga, koja pruža zaštitu obrane zemlje proiv bilo kakvog napada na gruzijsku suverenost i teritorijalni integritet, podršku gruzijskoj graničnoj policiji u zaštiti državnih granica i civilnim vlastima u protuterorističkim operacijama, kao i pružanje podrške jedinicama NATO-a na području Kavkaza i koalicijskim operacijama u inozemstvu. Oružane snage su organizirane u pješačke brigade, topništvo i manje protuterorističke jedinice.

### Zrakoplovstvo
Gruzijsko ratno zrakoplovstvo (gru. საქართველოს სამხედრო-საჰაერო ძალები, čit. Sak'art'velos samxedro-sahaero dzalebi dio je oružanih snaga koji se brine za kontrolu i zaštitu zračnog prostora i pružanje pomoći kopnenim snagama. Zrakoplovstvo je 2009. brojilo 2971 pripadnika i 50 zrakoplova i helikoptera. Od napadačkih helikoptera ističu se Su-25 i Mi-24, transportnih Mi-8 i Uh-1 te školske helikoptere Yak-52 i L-39.
- Mi-24 u letu
- Su-25 tijekom vojne vježbe

## Vojni činovi
| Gruzijske oružane snage | O-1            | O-2            | O-3           | O-4     | O-5    | O-6      | O-7      | O-8              | O-9            | O-10             | 0-11    |  |
| ----------------------- | -------------- | -------------- | ------------- | ------- | ------ | -------- | -------- | ---------------- | -------------- | ---------------- | ------- |  |
| Oznaka                  |                |                |               |         |        |          |          |                  |                |                  |         |  |
| Naslov                  | Treći pukovnik | Drugi pukovnik | Prvi pukovnik | Kapetan | Bojnik | Pukovnik | Brigadir | Brigadni general | General bojnik | General pukovnik | General |  |
| Skraćenice              | 2LT            | LT             | 1LT           | CPT     | MAJ    | LTC      | COL      | BG               | MG             | LTG              | GEN     |  |
| NATO Kod                | OF-1           | OF-1           | OF-1          | OF-2    | OF-3   | OF-4     | OF-5     | OF-6             | OF-7           | OF-8             | OF-9    |  |

## Zapovjednici

### Zapovjednici uDemokratskoj Republici Gruziji
- Giorgi Kvinitadže, 26. svibnja 1918. – 13. prosinca 1920.
- Ilija Odišelidže, 13. prosinca 1920. – 16. veljače 1921.
- Giorgi Kvinitadže, 16. veljače 1921. – 17. ožujka 1921.

### Glavni zapovjednici od 1991.
- Kemal Kutateladže, kolovoz 1991. - prosinac 1991.
- Avtandil Tskitašvili, siječanj 1992. - prosinac 1993.
- Guram Nikolaišvili, prosinac 1993. - siječanj 1994.
- Nodar Tatarašvili, siječanj 1994. - lipanj 1996.
- Zurab Meparišvili, lipanj 1996. - svibanj 1998.
- Joni Pirtskhalašvili, svibanj 1998. - rujan 2003.
- Givi Iukuridže, veljača 2004. – 25. kolovoza 2004.
- Vakhtang Kapanadže, 25. kolovoza 2004. - veljača 2006.
- Levan Nikolešvili, veljača 2006. - rujan  2006.
- Zaza Gorgava, rujan  2006. - rujan 2008.

### Zapovjednici zajedničkog stožera Oružanih snaga Gruzije
- Valdimer Čačibala, rujan 2008. – 5. ožujka 2009.
- Devi Čankotadže, 5. ožujka 2009. – 8. listopada 2012.
- Giorgi Kalandadže, 8. listopada 2012. – 11. studenog 2012.
- Vakhtang Kapanadže (u uredu), 11. studenog 2012. – 4. prosinca 2012.
- Irakli Dženeladže, 4. prosinca 2012. – 22. studenog 2013.

### Zapovjednici glavnog vojnog stožera oružanih snaga
- Vakhtang Kapanadže, 22. studenog 2013. -

## Vanjske poveznice
- geo-army.ge, informativna web stranica
- Oružane snage Gruzije na GlobalSecurity.org
- Gruzijsko ministarstvo obrane: Gruzijske oružane snage
- Vojno oružje Oružanih snaga Gruzije